# Aérodrome de Saint-Valery - Vittefleur
L’aérodrome de Saint Valery Vittefleur  (code OACI : LFOS) est un aérodrome civil, ouvert à la circulation aérienne publique (CAP), situé sur la commune de Saint-Sylvain à 6 km au sud-ouest de Saint-Valery-en-Caux dans la Seine-Maritime (région Normandie, France).
Il est utilisé pour la pratique d’activités de loisirs et de tourisme (aviation légère).
Dans le vocabulaire aéronautique, les deux pistes parallèles sont appelées, la 24 dure et la 24 verte. La 24 dure est la piste en béton (inutilisable) et la 24 verte celle en herbe.
24 définit l’angle normalisé de la piste créé en fonction des vents dominants dans cette zone.

## Histoire
L’aérodrome présente la particularité d’être traversé par le CD 68 (ou rue de l’Aérodrome) qui isole la piste des bâtiments. À l’intersection de la rue et du taxiway, les véhicules routiers sont prioritaires.
Pendant la Seconde Guerre mondiale, cette piste était utilisée par les Allemands. Quand les Alliés ont débarqué en 1944, les Allemands ont essayé de détruire la piste pour qu'elle ne soit pas exploitée par les Alliés. Sur une photographie aérienne, on peut voir les traces des trous sur la piste réparée.
Dans les années soixante, c'était l'ultime base aérienne américaine. En conséquence, environ 300 000 militaires américains[réf. nécessaire] étaient concentrés sur cette unique base américaine en activité sur le territoire. Par la suite, le président Charles de Gaulle l'a fermée.

## Installations
L’aérodrome dispose d’une piste en herbe orientée est-ouest (06/24), longue de 900 mètres et large de 50.
L’aérodrome n’est pas contrôlé mais dispose d’une aire à signaux. Les communications s’effectuent en auto-information sur la fréquence de 119,510 MHz.
S’y ajoutent :
- une aire de stationnement ;
- des hangars ;
- une station d’avitaillement en carburant (100LL) et en lubrifiant ;
- un bar[2].

## Activités
- Aéro-club Cauchois